# Sand in My Shoes
"Sand In My Shoes" je četvrti i posljednji singl s drugog albuma pjevačice Dido, Life for Rent.